# Meridiano (álbum)
Meridiano es el segundo álbum de estudio de la banda chilena Inti-Illimani, junto con la franco-canadiense Francesca Gagnon, publicado el año 2010 bajo el sello WEA. Corresponde al segundo álbum de estudio de Inti-Illimani en su nueva etapa.
Su lanzamiento se demoró debido al terremoto de Chile en febrero de 2010. El concierto del lanzamiento oficial fue con Gagnon y la banda en Santiago de Chile en junio del mismo año.

## Lista de canciones
Todas son cover o canciones inspiradas en otras pertenecientes a bandas sonoras de espectáculos del Cirque du Soleil, salvo que se indique lo contrario.
| N.º   | Título                                                        | Escritor(es)                    | Notas                            | Duración |  |
| 1.    | «Obertura»                                                    | René Dupéré                     | inspirada en «Mirko» de Alegría  |          |  |
| 2.    | «Banquette»                                                   | Berna Ceppas                    | versión del álbum OVO            |          |  |
| 3.    | «C'est ton histoire»                                          | Francesca Gagnon, Jean Côté     | inspirada en «Pearl» de Kooza    |          |  |
| 4.    | «Canna Austina»                                               | Roberto de Simone               | tradicional napolitana           |          |  |
| 5.    | «Rêves d'enfants»                                             | Francesca Gagnon, Benoit Jutras | inspirada en «Marelle» de Quidam |          |  |
| 6.    | «Vai vedrai»                                                  | Franco Dragone, René Dupéré     | versión del álbum Alegría        |          |  |
| 7.    | «Valsapena»                                                   | Manuel Tadros, René Dupéré      | versión del álbum Alegría        |          |  |
| 8.    | «Cuadro de pantomima» (o «Escena de pantomima», instrumental) | Manuel Meriño                   | Inti-Illimani                    |          |  |
| 9.    | «Alegría»                                                     | Dragone, Tadros, Amesse, Dupéré | versión del álbum Alegría        |          |  |
| 10.   | «Cuando me acuerdo de mi país»                                | Patricio Manns                  |                                  |          |  |
| 11.   | «Pageant»                                                     | René Dupéré                     | versión del álbum KÀ             |          |  |
| 43:03 |                                                               |                                 |                                  |          |  |

## Créditos
- Francesca Gagnon

Inti-Illimani Nuevo
- Daniel Cantillana
- Jorge Coulón
- Marcelo Coulón
- Juan Flores
- Christian González
- César Jara
- Manuel Meriño
- Efrén Viera

### Colaboración
- Mike Nguyen y Paula Mena Schrebler: cubierta
- Paula Mena Schrebler: Diseño Gráfico
- Marcelo Arenas: percusión
- Gabriel Vásquez: coro
- Alfonso Pérez: bajo sin trastes y coro
- Rodrigo Pozo: violín
- Estéban Sepúlveda: violín
- Claudio Gutiérrez: viola
- Cristián Gutiérrez: violonchelo
- Marcelo Aedo: contrabajo